# Ouezzindougou
Ouezzindougou est un quartier du 4e Arrondissement du district de Bamako au Mali.

## Géographie
Le quartier est situé à proximité de la rive gauche du fleuve Niger et au sud de la route nationale RN 5 (axe Bamako-Guinée), au nord du cours d'eau Samanko à 14 km du centre-ville de Bamako, place de l'indépendance.

## Histoire
Le quartier de Ouezzindougou est fondé en 1961 par le président Modibo Keita à la mémoire de Ouezzin Coulibaly (1909-1958), secrétaire politique du RDA et Président du conseil de gouvernement de Haute-Volta.
Avant la réforme administrative de 2023, la localité est le chef-lieu de la commune rurale de Mandé.

## Population
Lors du recensement général de 2009, la localité compte 5 408 habitants.

## Infrastructures et services
Lors du recensement de 2009, la localité est desservie par les services suivants :
- 4 écoles
- 3 formations sanitaires
- une pharmacie
- 4 points d'eau